# بطحيش سميك الرأس
بطحيش سميك الرأس (الاسم العلمي: Cyprinodon pachycephalus) (بالإنجليزية: Bighead pupfish)‏ هو نوع من الأسماك يتبع جنس البطحيش من الفصيلة البطحيشية.